# Metallian

Metallian est un magazine trimestriel (devenu mensuel puis finalement bimestriel) français de metal. Il comporte presque exclusivement des interviews, et couvre de nombreux styles de metal, bien que le black metal et le death metal soient dominants. La ligne éditoriale du magazine est essentiellement orientée vers l'underground, et les nombreuses interviews sont de bons moyens de promotion pour les artistes désireux de se faire connaitre. Le magazine tire actuellement[Quand ?] à 10000 exemplaires à travers le monde. 
Actuellement le magazine est accompagné d'un CD contenant des morceaux inédits d'albums sur le point de sortir, des clips et des extraits de concerts.